# Menzel 2
Menzel 2 oder Henize 2-150, abgekürzt Mz 2 bzw. Hen 2-150, ist ein planetarischer Nebel im Sternbild Winkelmaß am Südsternhimmel.
Der Nebel wurde 1922 von Donald Menzel auf Fotografien des Bruce-24-Inch-Teleskops an der Außenstation des Harvard-College-Observatorium in Arequipa in Peru entdeckt und von Karl Gordon Henize 1967 katalogisiert.